# The Teacher
The Teacher è un film del 2023 scritto e diretto da Farah Nabulsi.

## Produzione
Il film è stato girato interamente in Palestina (specialmente in Cisgiordania e a Nablus) nel corso di tre mesi durante il 2022.

## Promozione
Variety ha pubblicato una prima clip del film il 7 settembre 2023, mentre il primo trailer ufficiale è stato diffuso il 30 gennaio 2024.

## Distribuzione
Il film è stato proiettato in anteprima mondiale il 9 settembre 2023 in occasione del Toronto International Film Festival.

## Accoglienza
L'aggregatore di recensioni Rotten Tomatoes riporta l'89% di recensioni positive, con un punteggio medio di 6,3 su 10 basato sul parere di nove critici.